# 梅耶爾山
69°33′S 67°12′W / 69.550°S 67.200°W
梅耶爾山（英語：Mayer Hills）是南極洲的山峰，位於帕爾默地，處於福斯特山麓冰川以南，海拔高度約900米，由英國探險隊測量，以德國數學家命名。